# Friedrich August Köhler
Friedrich August Köhler (* 14. August 1768 in Hornberg; † 23. Februar 1844 in Marschalkenzimmern) war von 1804 bis 1844 evangelischer Pfarrer des Ortes Marschalkenzimmern, heute ein Stadtteil von Dornhan im Landkreis Rottweil. Er verfasste topografisch-historische Schriften über das Königreich Württemberg und sammelte Studentenlieder und regionale Geistergeschichten. Mit seinen Darstellungen zu den südwestlichen Regionen des Königreichs Württemberg bereitete der „Memminger des oberen Neckarraumes“ den Boden für die amtlichen Oberamtsbeschreibungen.

## Leben und Wirken
Friedrich August Köhler wurde am 14. August 1768 in der Oberamtsstadt Hornberg als ältestes Kind des Diakons Friedrich Köhler und der Elisabeth Margarethe Hosch geboren. Sein familiäres Umfeld war pietistisch geprägt. Auf seine Erziehung nahm der Onkel Pfarrer Wilhelm Ludwig Hosch als Privatlehrer Einfluss. Von 1786 bis 1792 studierte er an der Universität Tübingen Philosophie und Theologie.
Bevor er von 1804 bis 1844 die Pfarrstelle in Marschalkenzimmern innehatte, unterstützte er seinen Vater bis zu dessen Tod in seinen Amtsgeschäften. Bis 1801 durchlief er mehrere Vikariate. Von 1801 bis 1803 war er Hauslehrer in Diensten des Freiherrn von Seckendorf. Nach einem Vikariat in Gutenberg erhielt er 1804 die Pfarrstelle in Marschalkenzimmern. Zunächst lebte er mit der Mutter und den Geschwistern im dortigen Pfarrhaus. 1813 entzog er sich der Berufung auf die Pfarrstelle in Dornhan. Nachdem er 1827 Christine geb. Weißer aus Marschalkenzimmern geheiratet hatte, zog er mit der kinderreichen Familie in das von ihm erbaute Haus unterhalb der Kirche, heute Brunnenstraße 15. Am Türstock sind die Initialen der Eheleute F.C.K und das Baujahr 1835 eingemeißelt. Nach seinem Tod wurde er auf eigenen Wunsch „in dem ihm gehörigen, neben dem Kirchhof gelegenen Garten unter einem Apfelbaum“ beerdigt.

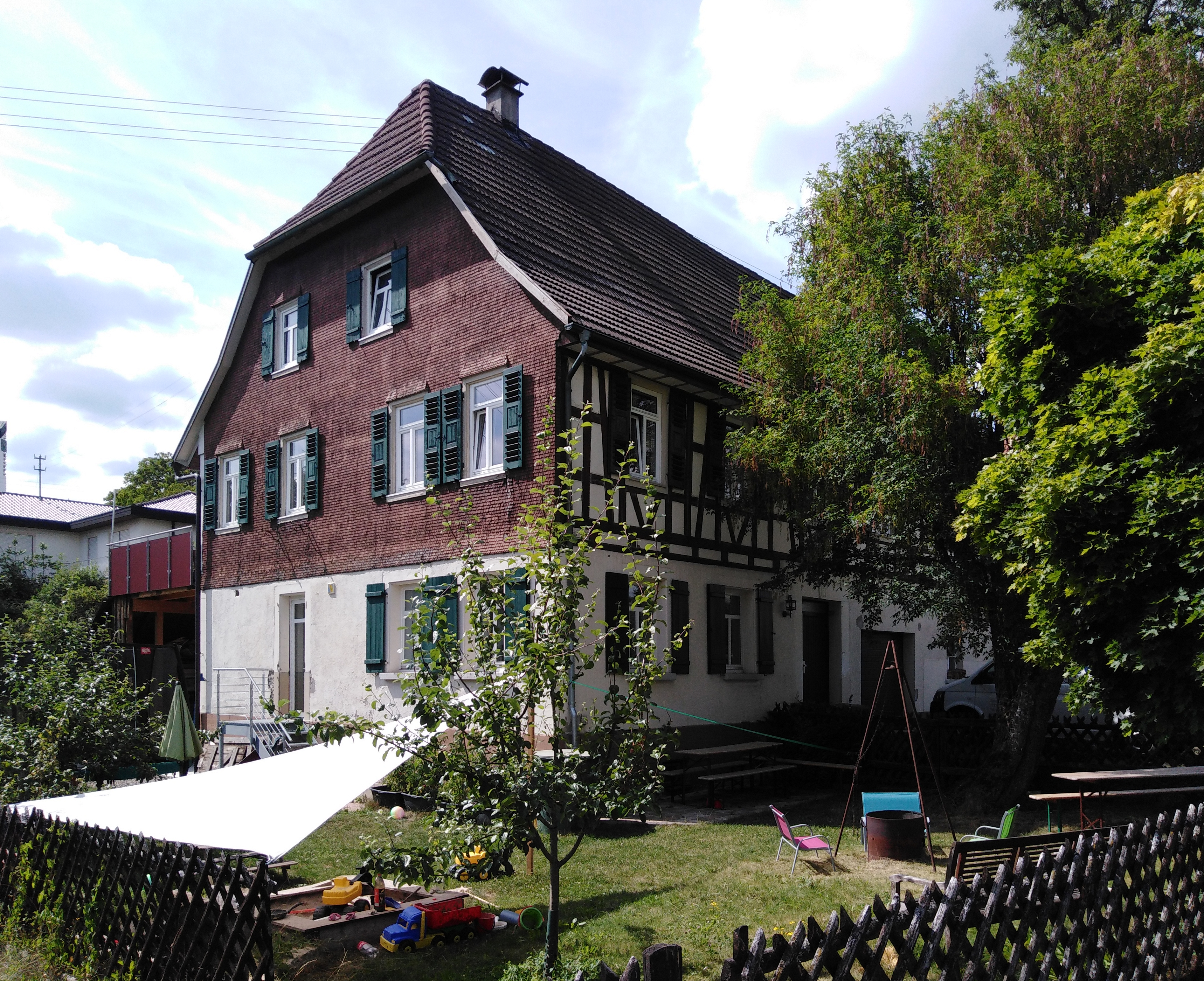
Marschalkenzimmern Wohnhaus Friedrich August Köhler

Köhlers Wirken entspringt seinem Interesse für Geographie und Geschichte. Mit Vorliebe beschäftigte er sich mit spektakulären Ereignissen wie Katastrophen, Kriegen und Kriminalfällen. Nach und nach zog er sich auf das Feld der Ortsbeschreibung zurück. Sein Alterswerk widmete er der amtlichen Landesbeschreibung. 1838 wurde er in einer Welle von Ernennungen zum korrespondierenden Mitglied des Vereins für Vaterlandskunde ernannt. Über die Vereinsstatuten entstand die Verpflichtung zur Erledigung von Aufträgen, Beantwortung von Anfragen und zu Mitteilungen an das Statistisch-topographische Büro des Königreichs Württemberg. 1840 erließ der Verein eine Einladung zur Führung von Ortschroniken. Auszugsweise sandte Pfarrer Köhler daraufhin Chroniken seines Bezirks ein.
Entsprechend der Bewertung des Bestandes im Landesarchiv basiert ein erheblicher Teil seiner landeskundlichen Arbeiten auf bekannten gedruckten Darstellungen und Nachschlagewerken, etwa der Schwäbischen Chronik von Martin Crusius (=>. Annales Suevici) und dessen Fortsetzer Johann Jacob Moser, der Wirtembergischen Geschichte von Sattler, dem Werk über Württembergs Kirchen- und Lehrämter von Binder, daneben auf Zeitungen, vor allem dem Schwäbischen Merkur. Die Fundstellen sind in der Regel zitiert. Ungeachtet dessen wertete er wohl auch archivalische Quellen in Pfarrarchiven, Gemeinderegistraturen sowie Privatarchive aus. Aus ihnen schöpfte er wahrscheinlich sein Detailwissen.

## Schriften
- Leinstetten mit Bettenhausen und Lichtenfels. 1816 (mit Nachträgen bis 1837) (Paperback-Ausgabe in einer Bearbeitung von Fritz Peter [2016]).
- Versuch einer Beschreibung und Geschichte der Stadt Oberndorf und ihrer Oberamts-Bezirke. (nicht ediert). 1826.
- Friedrich August Köhler: Tuttlingen. Beschreibung und Geschichte dieser Stadt und seines Oberamts-Bezirks. Ein merkwürdiger Beitrag zur Vaterlandskunde. Tuttlingen 1965.
- Eckart Frahm (Hrsg.): Eine Alb-Reise im Jahr 1790: zu Fuß von Tübingen nach Ulm. Ein Lesebuch zur historischen Landschaft mit zeitgenössischen Stichen und Karten. Tübingen 1978, ISBN 3-88213-009-1.
- Eckart Frahm (Hrsg.): Eine Alb-Reise im Jahr 1790: zu Fuß von Tübingen nach Ulm. Ein Lesebuch zur historischen Landschaft mit zeitgenössischen Stichen und Karten. Tübingen 1984, ISBN 3-89151-001-2.
- Carola Lipp (Hrsg.): Nehren: eine Dorfchronik der Spätaufklärung. Tübinger Vereinigung für Volkskunde, Tübingen 1981.
- Pfarr-, Schul- und Ortschronik von Marschalkenzimmern. Geiger, Horb am Neckar 2000, ISBN 3-89570-650-7.
- Eckhart Frahm und Wilfried Setzler (Hrsg.): „Im Kleinen alles vereint“: eine Beschreibung Tübingens aus dem Jahre 1791. Tübingen 2000, ISBN 3-928011-42-1.
- Stadt und Amt Dornhan: eine historische Beschreibung aus dem Jahr 1839. In: Bernhard Rüth (Hrsg.): Documenta Suevica. Kempten 2006, ISBN 3-86142-397-9.
- mit F. Jarmont: Versuch einer Beschreibung und Geschichtsdarstellung des Oberamts Nagold. Hrsg.: Verein für Heimatgeschichte Nagold e. V. 1. Auflage. Nagold 2010.
- Beschreibung und Geschichte der Stadt Rosenfeld aus dem Jahre 1807. Hrsg. von Wolfram Fischer. Stadtarchiv Rosenfeld 2020.